# Michel Van den Bergh
Michel Van den Bergh (* 25. Juli 1960) ist ein belgischer Mathematiker, der sich mit Algebra befasst.

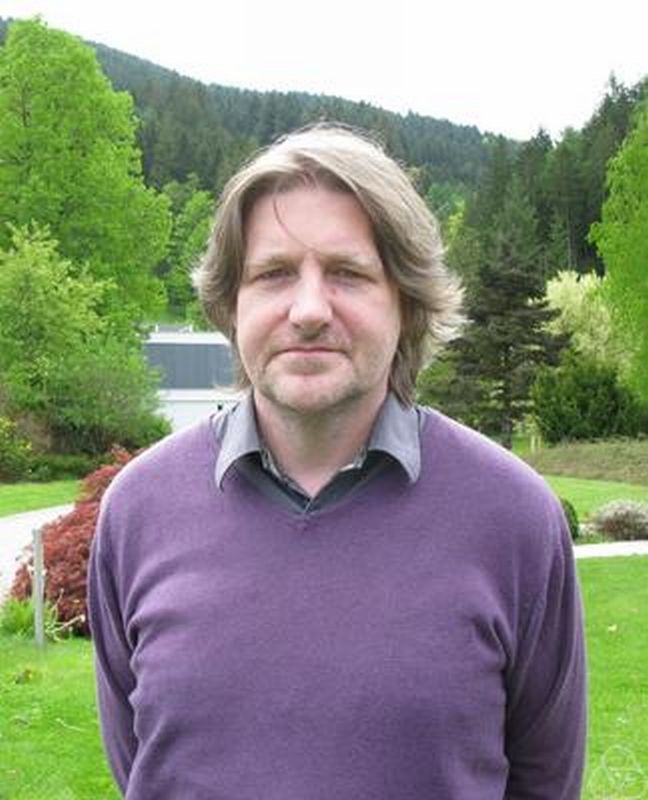
Michel Van den Bergh, Oberwolfach 2010

Van den Bergh wurde 1985 an der Universität Antwerpen bei Freddy Van Oystaeyen promoviert (Algebraic elements in finite dimensional division algebras). Als Post-Doktorand war er am Massachusetts Institute of Technology und war dort 1987/88 Moore-Instructor. Seit 1982 forschte er für die belgische Nationalstiftung für Wissenschaft (FWO), ab 1989 als Senior Researcher und ab 1993 als Forschungsdirektor, und war Assistent an der Universität Antwerpen. 1991/92 war er am IHES und 1992 bis 1995 Professor an der Universität Straßburg (Université Louis Pasteur). Seit 1994 lehrte er neben seiner Tätigkeit als Forschungsdirektor des FWO in Teilzeit an der Freien Universität Brüssel und außerdem lehrt er an der Universität Hasselt.
Er ist für Forschungen in der nichtkommutativen algebraischen Geometrie bekannt, ein Gebiet auf dem sein Doktorvater Van Oystaeyen einer der Pioniere war.
1995 und 1998 war er Gastprofessor am MIT, 2000 Gastwissenschaftler am MSRI und 2003/4 am Mittag-Leffler-Institut.
2003 erhielt er den Francqui-Preis. 1994 war er Invited Speaker auf dem Internationalen Mathematikerkongress in Zürich (Modules of covariants). 2022 hielt er einen Plenarvortrag auf dem Internationalen Mathematikerkongress (Noncommutative crepant resolutions).

## Schriften
- mit L. Le Bruyn, F. Van Oystaeyen: Graded orders, Birkhäuser 1988
- mit Idun Reiten: Two-dimensional tame and maximal orders of finite representation type, Memoirs  American Mathematical Society, Band 80, 1989
- mit I. M. Musson: Invariants under tori of rings of differential operators and related topics, Memoirs Amer. Math. Soc. 136, 1998*Blowing up of non-commutative smooth surfaces, Memoirs American Mathematical Society, Band 154, 2001
- mit Michael Artin Twisted homogeneous coordinate rings, Journal of Algebra, 133, 1990, S. 249–271
- mit Michael Artin, John T. Tate Modules over regular algebras of dimension 3, Inventiones Mathematicae, Band 106, 1991, S. 335–388.
- Cohen-Macaulayness of modules of covariants, Inventiones Mathematicae, Band 106, 1991, S. 389–409
- mit Michael Artin, John T. Tate Some algebras associated to automorphisms of elliptic curves, in: The Grothendieck Festschrift, Band 1, Birkhäuser 1990, S. 33–85
- mit John T. Tate Homological properties of Sklyanin algebras, Invent. Math. 124, 1996, 619–647
- mit Alexei Bondal: Generators and representability of functors in commutative and noncommutative geometry, Moscow Mathematical Journal, Band 3, 2003, 1–36
- Non-commutative crepant resolutions, in: Olav Laudal, Ragni Piene (Hrsg.) The Legacy of Niels Hendrik Abel, Springer, 2002, S. 749–770
- Three-dimensional flops and noncommutative rings, Duke Math. J. 122, 2004, 423–455.
- mit Idun Reiten Noetherian hereditary abelian categories satisfying Serre duality, Journal American Mathematical Society, 15, 2002, 295–366
- mit Toby Stafford  Noncommutative curves and noncommutative surfaces, Bulletin Amer. Math. Soc., Band 38, 2001, S. 171–216
- mit D. Calaque, C. A. Rossi Caldararu´s conjecture and Tsygan´s formality, Annals of Mathematics, 176, 2012, 865–923